# 's-Gravenambacht
 's-Gravenambacht est une ancienne commune et un ancien hameau néerlandais de la Hollande-Méridionale.
Ancienne seigneurie, 's-Gravenambacht est érigée en commune au début du XIXe siècle. Rattachée dès 1812 à Pernis, la commune reprend son indépendance en 1817. En 1832, 's-Gravenambacht est définitivement réunie à Pernis. Aujourd'hui, son territoire fait partie de la commune de Rotterdam, couvert en partie par le port de Rotterdam.
En 1840, le hameau comptait 19 maisons et 172 habitants.

## Source
1. ↑  Alphabetisch register van alle bewoonde oorden des Rijks, Departement van Oorlog, Éd. Erven Doorman, 's-Gravenhage, 1850

- (nl) Ad van der Meer et Onno Boonstra, Repertorium van Nederlandse gemeenten 1812-2006, DANS Data Guide 2, La Haye, 2006